# Stade Municipal de Muramvya
Stade Municipal de Muramvya – stadion piłkarski w Muramvya w Burundi. Na stadionie grają zawodnicy klubu Royal Muramvya, grającego w Burundyjskiej Ligue A. Może pomieścić 2000 osób.